# Động vật tự tử

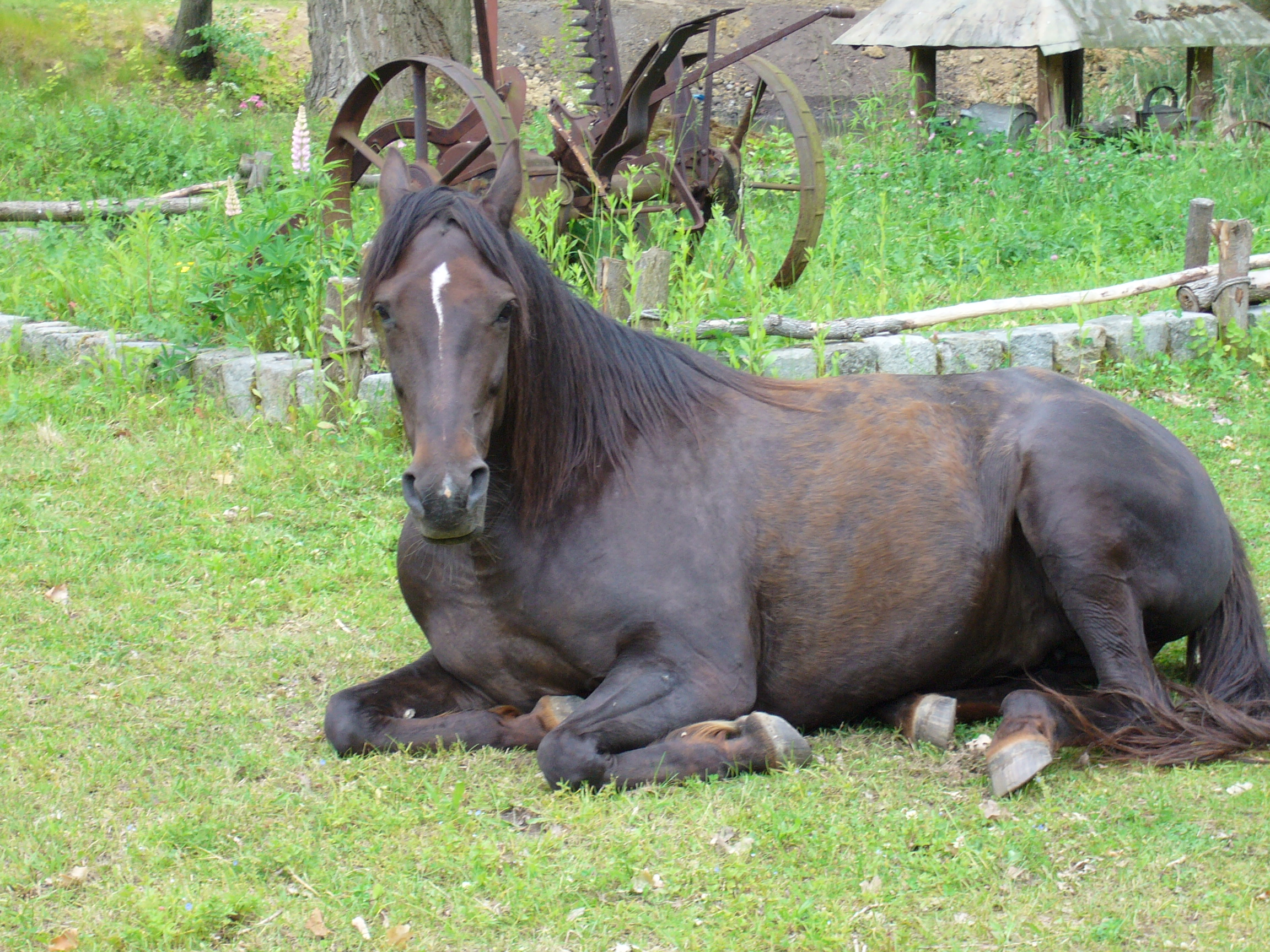
Ngựa là những động vật trung thành, có những ghi nhận về các con ngựa đã chết theo chủ của mình

Động vật tự tử là hành vi tự hủy hoại bản thân của các loài động vật và được hiểu như là hành vi tự sát. Nhiều loài động vật có vẻ như bị trầm cảm hoặc đau buồn bắt đầu để tự hủy hoại hành vi mà đôi khi kết thúc bằng cái chết. Tự sát là hành vi tưởng chừng chỉ có ở con người nhưng nó cũng xuất hiện ở nhiều loài động vật.
Hành vi tự sát đã được quan sát thấy xảy ra ở động vật thuộc giống cái nhiều hơn giống đực và ở động vật có xương sống nhiều hơn là động vật không xương sống. Hành vi tự sát của động vật là chủ đề còn gây tranh cãi trong giới khoa học. Nhiều người cho rằng động vật không hiểu bản chất của cái chết nên chúng không thể nghĩ tới việc tự sát.

## Tổng quan

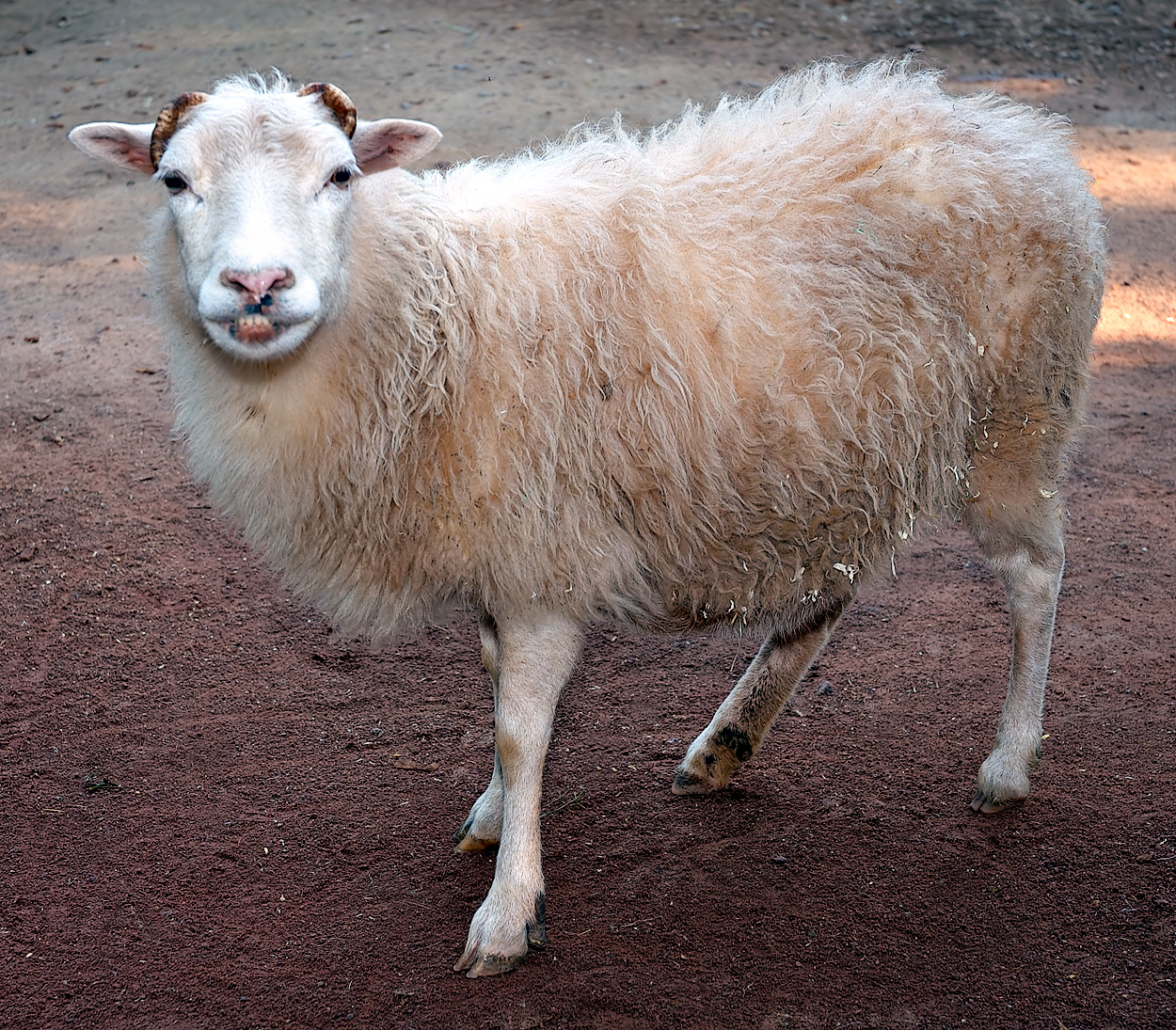
Cừu là động vật được ghi nhận là có hiện tượng cừu tự sát tập thể, vào năm 2005 ghi nhận một số lượng cừu rất lớn lên đến 1.550 con cùng nhảy xuống một vách đá và cho đến nay vẫn chưa có lý giải thỏa đáng

Động vật có thể đối diện những vấn đề sức khỏe tâm thần tương tự con người, điển hình là căng thẳng, nhân tố góp phần dẫn tới tự sát ở người. Những hành vi từng được cho là chỉ có ở người cũng được quan sát ở một số động vật. Song, động vật tự tử có chủ đích hay không là câu hỏi gây nhiều tranh cãi. Hơn 2.000 năm trước, nhà triết học Aristotle kể về con ngựa đực nhảy xuống vực sâu, sau khi vô tình giao phối với ngựa mẹ. Tương tự, ở phương Đông cũng lưu truyền những câu chuyện về những chiến mã chí tình, trung thành với chủ, sau khi chủ chết cũng tự sát theo như ngựa Ô truy của Hạng Vũ, Xích Thố của Quan Vũ...
Thế kỷ thứ hai sau Công nguyên, Claudius Aelian, một nhà nghiên cứu Hy Lạp đã viết hẳn cuốn sách bàn về hiện tượng này. Ông nêu ra 21 vụ động vật tự sát, trong đó có những con chó săn nhịn ăn đến chết khi người chủ qua đời hay đại bàng lao vào lửa hỏa thiêu chủ nhân, kết thúc sự sống. Những vụ động vật tự tử cũng thu hút chú ý tại Anh giữa thế kỷ 19. Nhà tâm lý học William Lauder Lindsay cho rằng, "u sầu trầm cảm" có thể là nguyên nhân. Ông mô tả động vật "bị đẩy vào tình trạng hoảng loạn và điên cuồng theo nghĩa đen", trước khi có những hành vi tự hủy hoại, có thể kết thúc bằng cái chết. Luận điểm này được các nhà hoạt động vì động vật viện dẫn.
Theo nhà sử học y khoa Duncan Wilson, mục đích của các nhà hoạt động là nhân cách hóa cảm xúc của động vật, chứng minh chúng cũng có khả năng tự nhìn nhận và các ý định, bao gồm cả ý định tự sát khi đau buồn hoặc uất ức. Tuy nhiên, với kiến thức y học tiến bộ của thế kỷ 20, ý nghĩ tự tử mang tính "quả cảm" dần bị lu mờ. Thay vào đó, khoa học tập trung vào tác động của tự tử trên số lượng lớn cá thể. Tự sát, thường là hệ lụy của áp lực xã hội, trở thành một trong những chứng bệnh xã hội. Đàn chuột lemming nối đuôi nhau quăng mình xuống vực hay vụ mắc cạn hàng loạt của cá voi là các ví dụ điển hình. Song, Wilson không tìm câu trả lời rõ ràng rằng liệu động vật tự sát có chủ đích hay không. Công trình của ông chỉ tiết lộ sự thay đổi quan điểm về tự sát của con người phản ánh trong câu chuyện về động vật.
Để khẳng định động vật có tự sát không đòi hỏi một khái niệm rõ ràng. Tự sát được định nghĩa là "hành vi giết mình một cách có chủ đích". Như vậy, động vật có ý định chết hay không? Trên thực tế, nhện mẹ xuất phát từ mục đích cung cấp thức ăn trong khi gấu mẹ lại bị dồn ép bởi căng thẳng và rối loạn. Tuy nhiên, đối với một số chuyên gia, đây là câu hỏi khó trả lời bởi con người không thể đọc suy nghĩ loài vật, ý định tự sát ở động vật là thiếu cơ sở do những khác biệt trong nhận thức, mấu chốt nằm ở khả năng suy nghĩ về tương lai.
Nhiều động vật có thể lên kế hoạch như dự trữ thực phẩm để ăn dần. Tuy nhiên, điều này không đòi hỏi ý niệm về ý nghĩa sự sống. Trong khi đó, lên kế hoạch tự sát lại cần hiểu biết chi tiết vị trí của một cá thể trong thế giới và khả năng hình dung điều gì xảy ra khi không còn tồn tại. Có những khác biệt cơ bản về khả năng tưởng tượng vượt thời gian của con người khi so với những động vật có họ hàng gần gũi nhất. Ý thức và trí tưởng tượng đi kèm nhiều hệ lụy. Varki tin rằng tự sát ở động vật có thể được lý giải bởi các nguyên nhân khác. Động vật đau buồn, nhận ra cái chết và sợ xác chết nhưng không hiểu cái chết là "một sự thật hiển nhiên". Động vật có nỗi sợ về những tình huống nguy hiểm có thể dẫn tới cái chết, chúng xây dựng phản ứng từ bên trong với các nỗi sợ nhằm tồn tại, sống sót.

## Ghi nhận

### Chó
Những vụ tự sát của động vật bắt đầu được con người ghi nhận vào năm 1845 tại thủ đô Luân Đôn nước Anh. Một con chó thuộc giống chó Newfoundland đã cố gắng tự sát trong nhiều ngày nó ném mình xuống nước hay tự dìm mình xuống nước đáy hồ. Người chủ đã xích nó lại nhưng chỉ vài ngày sau, con vật giật đứt dây rồi tự đắm chìm mình một lần nữa. Người chủ đành gửi con vật tới một bác sĩ thú y để giúp nó lấy lại cân bằng, nhưng rồi con chó đã chạy trốn rồi đâm đầu vào một chiếc xe đang đi trên đường. Ở Scotland vẫn ghi nhận hiện tượng kì lạ xảy ra suốt nhiều năm liền. Đó là việc các chú chó mõm dài như collie, retriever và Labrador retriever liên tục tự sát tại Overtoun, Scotland. Trong vòng 50 năm, hơn 50 con chó đã nhảy xuống và chết ở cầu Overtoun, những con chó chết ở đây đều nhảy cùng một vị trí.

### Cá heo
Trong những thập kỷ qua, tại nhiều vùng khác nhau trên thế giới, người ta thường chứng kiến những cuộc "tự sát tập thể" của các loài cá heo, cá mập và đặc biệt là những con cá voi khổng lồ trên các bãi biển. Cư dân vạn chài ở vùng Nam và Bắc Mỹ, Nam Ohio, quần đảo Tasmania của Australia và cả Nhật Bản... từng chứng kiến nhiều trường hợp hàng chục con cá voi hay cá heo rủ nhau cùng tìm đến cái chết, thường vào khoảng thời gian từ tháng 12 đến tháng 3 hằng năm. Nhiều cá heo mẹ ở Taiji, Nhật Bản đã tự tử vì phải xa rời đứa con thân yêu của chúng. Cá heo mẹ khi thấy đứa con bị giết hại hay bị lôi đi đã liên tục đập đầu vào mặt kính của bể nuôi cá hay ngừng thở vì quá đau buồn.
Có vụ cá heo Kathy tự tử là là một con cá heo cái nổi tiếng trong thập niên 1960 trên chương trình truyền hình Flipper. Huấn luyện viên cá heo Ric O'Barry đã kể lại cảnh chứng kiến cá heo Kathy tự tử. Kathy đã thực sự chán nản. Nó bơi vào vòng tay, nhìn thẳng vào mắt, hít một hơi thật sâu rồi nhịn thở, huấn luyện viên đành phải để cho nó chết. Tại vùng biển New Zealand, hơn 300 con cá heo từ đại dương đã lao mình vào bờ rồi nằm phơi thân trên bãi biển khô, nóng. Nhiều du khách và nhân viên cứu hộ đã cố gắng đưa chúng ra lại biển nhưng các chú cá heo khác lại tiếp tục đâm đầu vào bờ một cách khó hiểu. Dưới sức nóng của ánh nắng mặt trời và bị đè bẹp bởi trọng lượng bản thân, lũ cá heo dần dần không cử động được nữa. Vì không thể nâng lồng ngực lên để thở nên chúng đã chết ngạt sau một thời gian ngắn.

### Cá voi

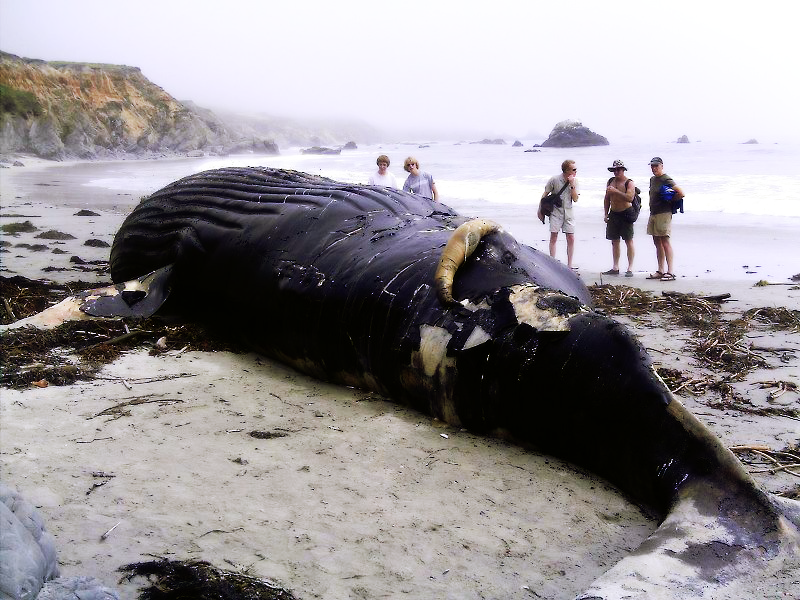
Nhiều ghi nhận về hiện tượng cá voi dạt vào bãi biển và mắc cạn chết

Một loài họ hàng xa của cá heo là cá voi, văm 2011, người ta phát hiện ra 61 con cá voi đã để mình tự mắc cạn ở Farewell Spit, New Zealand. Chỉ có 18 con được cứu sống. Năm 2010, nhân viên môi trường tìm thấy gần 100 chú cá voi hoa tiêu mắc cạn tại bờ biển vịnh Spirit, cách Auckland, New Zealand 320 km về phía Tây Bắc. Khoảng 60 trong số gần 100 chú cá voi dạt vào bờ đã chết. Do dòng hải lưu khó lường có thể là nguyên nhân của hiện tượng này. Có ý kiến khác lại cho rằng, hành động tự sát này là do cả đàn cá voi làm theo con đầu đàn.

### Chuột
Hành vi tự sát tập thể không chỉ là hiện tượng lạ đối với cá heo hay cá voi mà còn tìm thấy ở loài chuột. Các nhà động vật học đã ghi nhận: Vào đầu tháng 5/1995, trên một vùng rộng chừng 10.000km2 ở khu vực tự trị Tân Cương (Trung Quốc) đã xảy ra hiện tượng chuột tự sát tập thể. Ở đây có loài chuột đồng mắt rất to, dân chúng gọi là quỷ mắt lồi. Chúng kéo đến các ao, hồ, từng đôi một cắn đuôi nhau lao mình xuống nước tự tử. Chỉ vài hôm sau, tại tất cả các ao hồ trong vùng, xác chuột nổi kín mặt nước.

### Cừu
Vào năm 2005, rất nhiều người đã chứng kiến một sự kiện kì lạ, gần 1.550 con cừu nhảy xuống một vách đá ở Thổ Nhĩ Kỳ. Các mục đồng choáng váng trước hiện tượng này. Và dù đã làm mọi cách để ngăn cản nhưng những con cừu vẫn điên cuồng lao xuống vực. Gần 450 con chết ngay tức khắc, 1.100 con còn lại bị tàn tật, thương nhẹ do nằm đè lên xác của những con đã chết trước đó. Tuy nhiên chúng cũng gắng sức đập đầu vào vách đá để kết liễu tính mạng của mình. Ước tính thiệt hại sau đợt tự sát này rất lớn lên tới khoảng 100.000 USD
Những con cừu này rơi từ độ cao 15 mét xuống vực sâu, nhưng những chú cừu xấu số này lại trở thành tấm đệm cứu thoát được khoảng 1.100 con khác cũng lao xuống theo. Đây là hiện tượng hiếm thấy ở động vật và chưa được lý giải. Nguyên nhân chính của hiện tượng này là những người chăn cừu ở làng Ikizler trong lúc ăn sáng đã lơ là việc quan sát bầy cừu và để chúng tự do đi lang thang phải chịu nhiều đói rét và kết quả là cuộc tự sát của cả bầy cừu. Tuy nhiên, lý giải này không được đông đảo giới khoa học đồng thuận, bởi người ta cho rằng dù có thế nào thì bản năng sinh tồn cũng chi phối mạnh mẽ cuộc sống của vạn vật. 

### Bò
Năm 2008, tại Lauterbrunnen, 28 con bò đã nhảy xuống vách đá ở Thụy Sĩ để kết thúc sự sống. Đã có sấm sét dữ dội trong khu vực mà có thể hoảng sợ các loài động vật. Nhưng sự thật là những con bò này có tự tử chủ đích hay sợ hãi mà lao mình xuống vách đá vẫn còn bí ẩn. 28 con bò đã chết trong vòng ba ngày vì chúng đi trên các vách đá, bị rơi xuống và chết ngay lập tức. Các nhà chức trách địa phương phải dùng trực thăng chuyển xác các con vật để khỏi ô nhiễm nguồn nước..

### Chim
Cũng có bằng chứng cho thấy nhiều con vịt tự kết liễu cuộc sống bằng cách ngâm đầu trong nước sau khi bạn tình chết. Sau khi mẹ chết, một con thiên nga ở Trung Quốc tỏ ra buồn. Cuối cùng nó vỗ cánh như để vĩnh biệt cuộc đời rồi tự tử bằng cách nhúng đầu xuống nước. Việc động vật tự tử cho thấy loài vật cũng có khái niệm về sự sống cái chết và sẽ có hành vi tự tử như con người con vật kêu to, vẫy cánh mạnh sau khi mẹ nó chết, sau đó nó chúi đầu xuống nước.
Năm 2009, chim bồ nông ở Tây duyên hải Mỹ đột nhiên có những hành động rất lạ. Một số con đâm vào ô tô, con thì đâm vào thuyền buồm, những con khác mất phương hướng. Hàng trăm con cuối cùng đã chết người ta cho rằng có thể là do một loại virus hoặc thời tiết gây ra. Ngôi làng Jatinga ở Ấn Độ được biết đến là nơi chim thường chết hàng loạt trong khoảng thời gian từ tháng 9 đến tháng 11. Hàng trăm con chim cứ đến lúc mặt trời lặn là đâm đầu vào các tòa nhà và cây cối, có ý kiến cho rằng do loài chim này thích ánh sáng. 

### Mối
Một cách tự sát tập thể vì đồng loại của loài mối Globitermes sulfureus. Khi một đàn kiến xâm nhập tổ, các chú mối thợ phản ứng như những quân nhân quyết tử trước kẻ thù. Bắt đầu từ vòng bảo vệ ngoài, lần lượt vào đến trong, chúng đồng loạt co cơ bụng cho đến khi cơ thể bị nứt ngang cổ, phóng ra một giọt nhựa dính. Kiến bị vướng chân trong chất nhựa dính này và chết tại chỗ. Cho đến nay các nhà khoa học vẫn chưa xác định được rằng mối có ý thức được hành vi tự sát của mình hay không nhưng chúng đã thực sự hy sinh thân mình để bảo vệ mối chúa. Điều này đồng nghĩa với việc bảo vệ giống nòi bởi những chiến binh mối, như các côn trùng thợ khác, không bao giờ sinh sản.

### Gấu
Theo một báo cáo của trung tâm nghiên cứu động vật tại Singapore, ở Trung Quốc và Việt Nam cũng xuất hiện nhiều trường hợp gấu tự sát. Vào năm 2009, một điều tra viên đã chứng kiến cảnh các con gấu trong một trang trại nuôi lấy mật nằm tuyệt thực và nằm bất động trong lồng. Chúng đã tuyệt thực trong 10 ngày, đến ngày hôm sau thì chết. Một trang trại gấu Trung Quốc ghi nhận trường hợp gấu mẹ bóp cổ gấu con đến chết rồi tự sát. Vụ việc xảy ra sau khi gấu con bị chọc bụng để gắn ống chiết mật và tỏ ra cực kỳ đau đớn. Đây là một ví dụ về hành vi phi tự nhiên bắt nguồn từ căng thẳng quá mức và rối loạn khi bị giam cầm tù túng thời gian dài, dường như hành động này phản ánh ý nghĩ "thoát khỏi sự cầm tù" của động vật.

### Loài khác
Năm 2012, tại vịnh Monterey, hàng ngàn con mực Jumbo bỗng nhiên lao vào bờ tự tử. Nhiều người đã cố gắng cứu những con mực bằng cách đưa chúng trở lại biển nhưng sau đó, chúng vẫn tiếp tục lao vào bờ. Côn trùng tự kết liễu vào năm 1987, người ta quan sát thấy loài côn trùng chích hút gọi là rệp vừng đậu (Acyrthsiphon pisum) đã cho cơ thể tự nổ tung để bảo vệ những con rệp xung quanh khỏi động vật săn mồi.
Năm 2015, Một con hổ 7 tháng tuổi đã tự tử từ một tòa nhà cao tầng ở tỉnh Sơn Đông vì quá sợ hãi pháo hoa, tiếng ồn đã làm con hổ kinh hãi, phá hỏng lồng nhốt và lao thẳng xuống đường. Tại Trung Quốc, một đàn thỏ 1.500 con được nuôi đã bất ngờ tự sát quá nửa mà chưa rõ lý do. Trong số khoảng 1.000 con thỏ tự sát, 400 cá thể có vết cắn của chó trên người còn 600 cá thể còn lại thì không. Một con hươu cũng đã lao mình xuống vực tự sát để không muốn thân mình bị rơi vào mõm của những con chó săn.

## Lý giải
Có ý kiến cho rằng, động vật không hề có khả năng tự sát vì những lý do xã hội giống con người, mà tất cả chỉ là sự rối loạn thần kinh tạm thời dẫn tới hành động không thể kiểm soát, trầm cảm, đau buồn. Có rất nhiều yếu tố ảnh hưởng tới thần kinh như bệnh tật, chấn thương, tuổi già hay mất định hướng trong không gian. Có không ít trường hợp cá tự mắc cạn là do chúng đuổi theo con mồi đến quá gần vào bờ và rơi vào vùng biển nông nguy hiểm. Tuy nhiên, nhiều vụ việc tự sát hàng loạt của cá ở biển có liên quan tới hiện tượng thủy triều đỏ. Tuy vậy việc hàng ngàn con cừu nhảy xuống vách đá, cá heo lên bờ biển phơi nắng vẫn chưa được lý giải cặn kẽ.
Antonia Preti, nhà tâm lý học đại học Cagliari, Italy, muốn tìm câu trả lời xác đáng. Xem xét khoảng 1.000 nghiên cứu công bố trong 40 năm, ông khẳng định không có vụ động vật tự tử có chủ ý nào trong tự nhiên và cho rằng những vụ việc trong sách của Aelian chỉ là "câu chuyện mang tính thuyết hình người". Về vụ tự sát tập thể của chuột lemming, các nhà nghiên cứu kết luận đây là hệ lụy không mong muốn khi số lượng chuột di cư quá đông tại cùng thời điểm. Vật nuôi bỏ ăn sau khi chủ nhân qua đời có thể do đổ vỡ mối liên kết xã hội. Động vật không đưa ra quyết định chết có ý thức mà chỉ quá phụ thuộc vào sự chăm sóc của chủ nhân đến nỗi không chấp nhận thức ăn từ người nào khác.

### Thủy triều đỏ
Thủy triều đỏ là hiện tượng tảo biển sinh sản với số lượng nhanh trong nước làm nước bị hóa màu đỏ, xanh. Trong quá trình nhân lên nhanh chóng, các loại tảo còn tạo ra các chất độc nguy hiểm, nhiều thành phần độc tố có khả năng gây tê liệt hệ thần kinh rất mạnh. Trong nhiều vụ việc động vật biển tự sát, các nhà khoa học đã tìm thấy trong xác của chúng chất acid domoic vốn có trong tảo độc. Chất này khiến các loài bị tê liệt thần kinh, mất khả năng định hướng và đâm vào bờ. 

### Bị lạm dụng
Ngoài ra, không ít các loài có tập tính tự gây thương tích cho mình khi bị con người lạm dụng. Tập tính này là do chúng bị các tác nhân tiêu cực như căng thẳng, cô lập, sợ hãi, bệnh tật, suy dinh dưỡng và chán nản tác động trong một thời gian dài. Chim trong sở thú khi bị bỏ đói có thể tự rỉa lông của mình đến chết. Động vật linh trưởng khi bị đánh đập có thể cắn vào động mạch để tự sát, gấu trong các trang trại nuôi lấy mật tự sát. Lý do là bởi gấu bị nhốt trong các lồng sắt chật hẹp, không có chỗ để đi lại, trên bụng chúng đều bị chọc thủng một lỗ để lấy mật nên đôi khi, vết thương chưa kịp khép miệng này khiến gấu bị nhiễm nhiều thứ bệnh, kể cả u ác tính, ung thư và viêm màng bụng. Do đó, nhiều trang trại gấu ở Trung Quốc và Việt Nam hay xảy ra hiện tượng gấu nhịn ăn tới chết.

### Bị kích động
Nhiều trường hợp động vật tự tử là do bị kích động bởi các yếu tố ngoại cảnh nào đó, trường hợp chó tự tử liên tục ở cầu Overtoun là do sự kích thích của chồn Vizon. Xung quanh cầu Overtoun có rất nhiều chồn Vizon sinh sống, loài vật này tỏa ra một mùi hương làm chó rất phấn khích. Chính vì thế, không ít những con chó đã nhảy qua lan can vì cái mũi quá thính của mình và tạo ra cảnh tượng như là hành vi tự tử tập thể.
Đối với vụ việc những con bò tự tử hàng loạt, tại thời điểm diễn ra đã có báo cáo cho rằng vào hôm đó đã có sấm chớp dữ hội có thể làm hoảng sợ các loài động vật. Bên cạnh đó, một số nhà khoa học đã đưa ra giả thuyết rằng, việc tự sát hàng loạt của động vật liên quan tới khả năng dự đoán trước thiên tai của chúng. Kinh nghiệm dân gian lại khẳng định hiện tượng loài vật nào đó tự sát tập thể là dấu hiệu báo trước một hiểm họa thiên nhiên lớn sắp xảy đến như động đất, sóng thần, bão lốc...

### Căng thẳng
Căng thẳng cũng dẫn đến thay đổi hành vi của động vật theo hướng đe dọa tính mạng. Đoạn video về cá voi sát thủ tên Morgan tại công viên Tenerife thuộc sở hữu công ty giải trí Seaworld, Mỹ, nhảy lên thành bể nằm im suốt 10 phút hồi tháng 5 khiến cộng đồng chú ý. Nhiều người cho rằng nó đang cố tự sát. Cá voi thường hành động khác biệt khi bị nuôi nhốt, bởi bể nuôi có kích thước rất nhỏ so với đại dương.
Môi trường sống nhân tạo là nguyên nhân gây trầm cảm, dẫn tới các hành động lặp đi lặp lại như cọ xát vào thành bể hay nghiến răng ở cá voi. Do đó, việc tìm hiểu các trạng thái cảm xúc của động vật có ý nghĩa rất lớn, điều này có thể là nền tảng lý giải cho khuynh hướng tự làm hại của động vật. hầu hết vụ tự tử đều liên quan tới sự can thiệp của con người theo cách nào đó, dù là săn bắn hay giam cầm. Nhiều loài động vật bị nhốt trong điều kiện gây các tổn thương tinh thần kéo dài cũng trải qua các tình trạng căng thẳng, hội chứng căng thẳng sau chấn thương tâm lý (PTSD) và trầm cảm.

### Chọn lọc
Đối với một số loài động vật, như loài mối, loài bọ cạp, bản thân chúng sinh ra đã mang trong mình gene tự sát. Việc cùng tìm đến cái chết trong một số hoàn cảnh nào đó giống như một hành động theo bản năng di truyền từ thế hệ này sang thế hệ khác với sự chọn lọc tự nhiên, sao cho có lợi nhất cho nòi giống.
Hiện tượng này là biểu hiện của quy luật tự nhiên về cân bằng sinh thái: loại bỏ số khẩu dư thừa trong một cộng đồng. Như sự tự sát của những con chuột ở Na Uy (chuột lemming). Chúng ý thức được tình trạng thiếu thốn thức ăn nên đã tự nguyện nhận lấy cái chết để những con còn lại không bị chết đói. Những con vật tự thấy mình không thích nghi sẽ tự sát để các con khác được tồn tại, giúp cho giống nòi có thể vượt qua các hiểm họa đáng sợ.

### Bản năng
Điểm đặc biệt của loài động vật có túi với hình dáng giống chuột tại Queensland, Australia là mùa sinh sản chính là mùa tử của chúng, vì con.Hiện tượng này được gọi là semelparity, một hiện tượng bắt nguồn từ "lòng vị tha tiến hóa". Nguyên nhân có thể là do mùa sinh sản rơi vào giai đoạn khan hiếm thức ăn, nên những ông bố đã hy sinh thân mình vì con.
Và phương pháp tự tử mà những ông bố này chọn là giao phối thật nhiều, kéo dài tới 12-14 tiếng, liên tục trong vòng 2 tuần. Hành động này khiến hệ thống miễn dịch của nó bị phá hủy do phải chịu áp lực nhiều, làm nó bị lây nhiễm, chảy máu trong dẫn tới chết.Tuy nhiên cũng có giả thuyết cho rằng hành động giao phối điên rồ của chúng là do con đực muốn di truyền gen của mình cho thế hệ tiếp theo. 

### Bệnh tật
Cá voi cũng nổi tiếng với các vụ mắc cạn hàng loạt trên bãi biển. Nhiều lý giải được đưa ra, trong đó có giả thiết "con đầu đàn bị bệnh", phải tìm kiếm an toàn trong vùng nước nông. Do tập tính xã hội cao, các cá thể khỏe mạnh vẫn bám theo con đầu đàn và lao vào bờ. Tuy nhiên, giả thiết không khẳng định đây là tự sát chủ đích. Các hành vi tự hủy hoại còn được quy cho ký sinh trùng. Ký sinh trùng có thể tác động tới não bộ và khiến vật chủ có hành động giúp chúng sinh trưởng mạnh hơn.
Trong quá trình này thường vật chủ sẽ chết. Chẳng hạn, Toxoplasma gondii tấn công chuột và "tắt" đi nỗi sợ mèo bẩm sinh. Một nghiên cứu năm 2013 phát hiện việc nhiễm T. gondii xóa sạch nỗi sợ mèo, ngay cả khi ký sinh trùng này đã bị tiêu diệt. Tương tự, nấm Ophiocordyceps unilaterailis có thể khống chế não kiến, đưa vật chủ tới cái chết tại những nơi nấm có điều kiện tốt để sinh sôi. Nhện mẹ thường tự nguyện trở thành bữa ăn cho con, song sự hy sinh này không phải tự sát mà là hành động bao bọc cực đoan, đảm bảo sự sống cho con non mới chào đời.